# 藍迪·托恩希爾
阿爾伯特·蘭道夫·「藍迪」·托恩希爾（英語：Albert Randolph "Randy" Thornhill，1944年12月7日—）是一名美國生物學家，於2011年至2013年間曾任人類行為和進化協會主席。

## 外部連結
- ResearchGate profile （页面存档备份，存于）